# 121469 Sarahaugh
121469 Sarahaugh este o planetă minoră (asteroid) din centura de asteroizi. A fost descoperită pe 1 octombrie 1999 la Catalina Station⁠(d) de Catalina Sky Survey. 
Obiectul prezintă o orbită caracterizată de o semiaxă mare de 2,8385916638202 UAi, o excentricitate de 0,06, o înclinație de 2,8 ° în raport cu ecliptica.